# Stroemiellus
Stroemiellus stroemi es una especie de araña araneomorfa de la familia Araneidae. Es el único miembro del género monotípico Stroemiellus. Es originaria de la región paleártica.